# 세이부엔유엔치역
세이부엔유엔치역(일본어: 西武園ゆうえんち駅, せいぶえんゆうえんちえき)은 일본 사이타마현 도코로자와시에 있는 철도역이다.

## 타는 곳
| ↑ 세이부 유원지 |
| 1 \|            |
| 세이부 구장앞 ↓ |

| ■ 야마구치선 | 상행선 | 다마코 방면        |
| ■ 야마구치선 | 하행선 | 세이부 구장앞 방면 |

## 역세권 정보
- 세이부엔 유원지

## 역사
- 1985년 4월 25일: 영업 개시.

## 사진

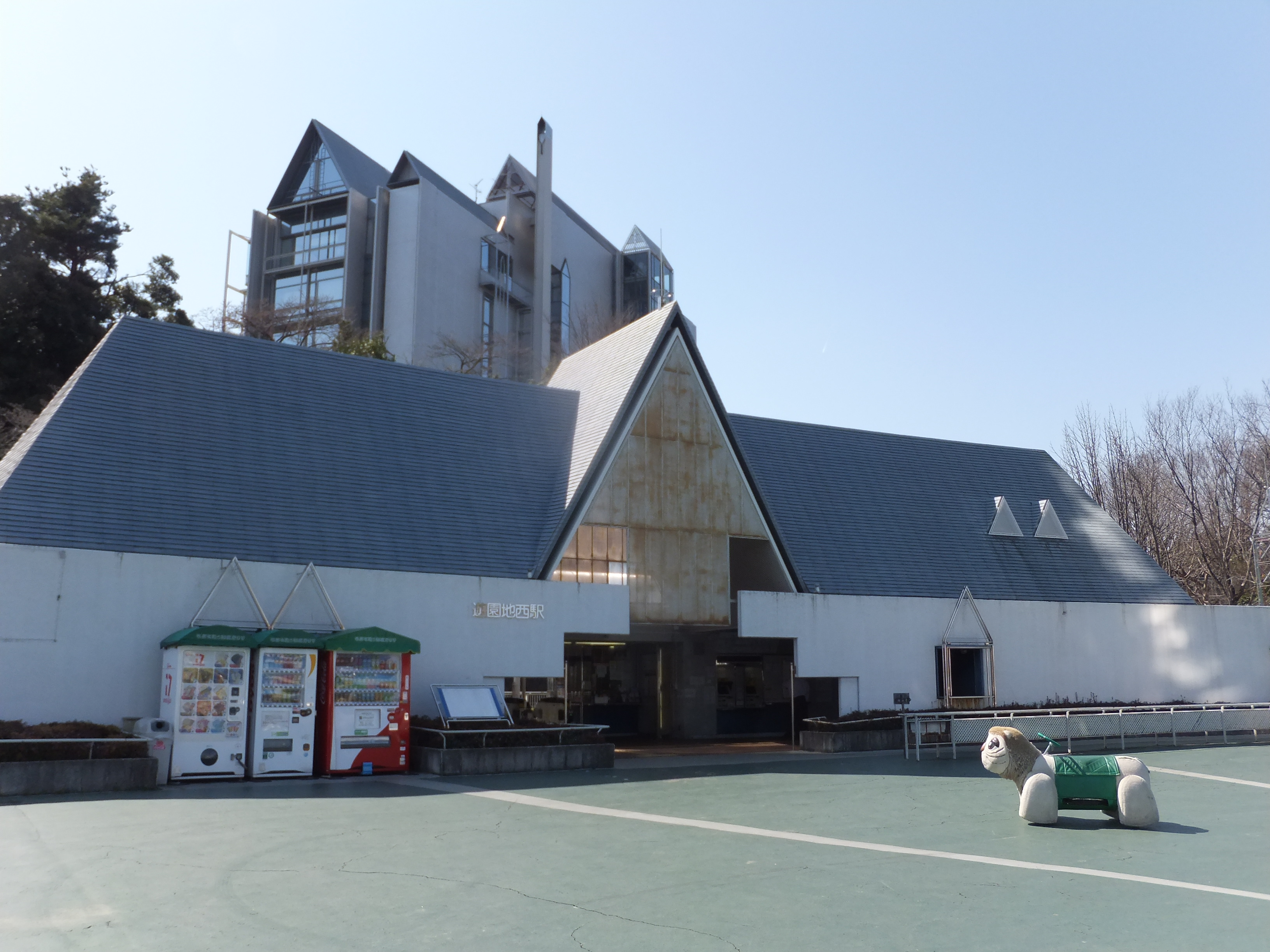
역사 모습

## 인접역
| 세이부 철도■ 야마구치 선 | 세이부 철도■ 야마구치 선 | 세이부 철도■ 야마구치 선 |
| ------------------------ | ------------------------ | ------------------------ |
| 세이부 유원지 방면       |                          | 세이부 구장앞 방면       |